# アームドファンタジア
『アームドファンタジア』（ARMED FANTASIA）はPlayStation 5、Xbox Series X/S、PC（Steam、Epic Games、Microsoft Store）で発売予定のゲームソフト。2025年3月発売と予定されていたが延期され、現状の発売日は未定。

## 概要
『ワイルドアームズ』を手掛けた金子彰史による精神的続編。ワイルドアームズシリーズに続いて金子が再び「トータルゲームデザイナー」として携わり、WAシリーズの曲を手掛けてきたなるけみちこに上松範康、『ワイルドアームズ ザ フィフスヴァンガード』『ワイルドアームズ クロスファイア』のキャラクターデザインを務めた佐々木知美など、WAシリーズのスタッフが集結する。主題歌はWAシリーズの楽曲を歌唱していた麻生かほ里が担当する。
金子が『シャドウハーツ』の開発者である町田松三と「90年代のJRPGをアップデートしたい」と話したことを発端としており、また、金子自身の原点回帰を目的とする。町田が企画したシャドウハーツシリーズの精神的続編『ペニーブラッド』との2作品同時のクラウドファンディング「ダブルキックスターターキャンペーン」をKickstarterにて実施。最低目標の1億円（75万ドル）は初日に達成し、最終的に約3億7900万円という目標の4倍近い開発資金の調達に成功した。
西部劇を思わせる乾いた荒野の中に魔法やモンスター、古代文明、「渡り鳥」「ARM」と言ったキーワードなど、WAシリーズを彷彿とさせる内容となっているが、WAシリーズとは繋がりの無い全くの別世界が舞台となり、「トニー」「ラギュ・オ・ラギュラ」などのお馴染みの要素も引き継がれない。今作の舞台は砂漠化と「カイジュウ」と呼ばれるモンスターに脅かされている大地「ロンデニアム」。広大なワールドマップを採用しており、ダッシュやジャンプといったアクション、キャラクターごとに設定された「ガジェット」を用いた謎解きがセールスポイントとなっている。しかし金子はあくまでRPGであり、アクションゲーム的な難易度は目指していないと語っている。

## 登場人物
イングラム・グッドウェザー
本作の主人公。17歳の渡り鳥。荒くれ者が集まる町で育ち、年齢以上の余裕を感じさせる。取り回しの効く銃型ARMを用いたスピード戦を得意とする。
アリシア・フェアヘッド
元・聖鍵教会騎士団長の一人娘。19歳。人々の生活を守ることに強い信念を持つが、性格は朗らかで気さく。戦闘では巨大な槍型ARMと盾を駆使する。
ユークリッド・スタージス
イングラムの幼馴染。18歳。子供の頃に離れ離れになったイングラムとの約束を果たすべく、渡り鳥となる。理知的な性格。得物は杖型ARM。
メルセデス・ローゼンバーグ
歴史ある錬金術師の家系の娘。23歳。怪物に家族を皆殺しにされ、復讐の旅に出た。柔和な言動の裏に、苛烈な本性を秘める。砲型ARMで弾丸を連射する。
シグルド・ガイヤーマイヤー
元聖鍵協会の所属だが、現在では賞金首として追われている。30歳。刀型ARMの使い手だが、その刃を振るう正義を見失ってしまっている。
ソレイユ・エインズリー
退魔の一族の末裔で、辺境の隠れ里に暮らす少女。14歳。人付き合いが苦手だが仕事には実直。拳銃型ARMと格闘術、状態異常を与える秘技が得意。お供の小動物「ストリッシェ」を連れている。